# Internationaal Staalkartel
Het Internationaal Staalkartel (Duits Internationales Stahlkartell, of juister Internationale Rohstahlgemeinschaft of Festländische Rohstahlgemeinschaft 1926/31 en Internationale Rohstahlexportgemeinschaft 1933/39) was een economisch kartel dat in 1926 werd opgericht, aanvankelijk door de staalindustrie op het Europese vasteland en later met deelname van de Britse en Amerikaanse staalindustrie. Het bestond, met een korte onderbreking in 1931-'33, tot het begin van de Tweede Wereldoorlog in 1939 en viel toen uiteen.
Sommige afspraken binnen dit kartel werden tussen 1940 en 1944 voortgezet in de oorlogseconomie van het door Duitsland bezette Europese vasteland.

## Stond het kartel model voor de EGKS?
Het Internationaal Staalkartel, en vooral de Internationale Rohstahlgemeinschaft van 1926 (IRG), werd door sommigen beschouwd als een voorloper van de Europese Gemeenschap voor Kolen en Staal (EGKS), maar de oprichters van de EGKS, Jean Monnet en Robert Schuman, hebben dit ontkend. Andere historici bevestigden dit, omdat volgens hen de EGKS in wezen vooral een politiek project was, terwijl de IRG een louter zakelijk kartel bleef.